# Carneades delicia
Carneades delicia är en skalbaggsart som beskrevs av Bates 1869. Carneades delicia ingår i släktet Carneades och familjen långhorningar.
Artens utbredningsområde är Nicaragua. Inga underarter finns listade.